# Việt Nam tại Olympic Toán học Quốc tế
Do quy định của kì thi chọn học sinh giỏi quốc gia Việt Nam, thí sinh Việt Nam chỉ có thể tham gia nhiều nhất là ba kì Olympic Toán học Quốc tế (IMO) (năm lớp 10, 11 và 12). Việt Nam bắt đầu tham gia IMO từ năm 1974 và là nước châu Á đầu tiên tham dự kì thi này. Việt Nam không tham gia các kì IMO 1977 và IMO 1981. 
Cho đến nay (2023) đã có 9 thí sinh Việt Nam từng 2 lần giành huy chương vàng liên tiếp, đó là
- Ngô Bảo Châu tại IMO 1988 (42 điểm) và 1989 (40 điểm)
- Đào Hải Long tại IMO 1994 (41 điểm) và 1995 (40 điểm)
- Ngô Đắc Tuấn tại IMO 1995 (42 điểm) và 1996 (37 điểm)  (Bắc Ninh)
- Vũ Ngọc Minh tại IMO 2001 (33 điểm) và 2002 (35 điểm)
- Lê Hùng Việt Bảo tại IMO 2003 (42 điểm) và 2004 (36 điểm)
- Phạm Tuấn Huy tại IMO 2013 (33 điểm) và 2014 (32 điểm)
- Nguyễn Thế Hoàn tại IMO 2014 (29 điểm) và 2015 (31 điểm)
- Vũ Xuân Trung tại IMO 2015 (34 điểm) và 2016 (31 điểm)
- Phạm Việt Hưng tại IMO 2022 (39 điểm) và 2023 (37 điểm)

Có 1 thí sinh Việt Nam giành được 2 huy chương vàng, nhưng không phải 2 lần liên tiếp, đó là Ngô Quý Đăng tại IMO 2020 (36 điểm) và 2022 (42 điểm). Ngô Quý Đăng cũng là thí sinh Việt Nam lớp 10 đầu tiên dự thi IMO (năm 2020).
Trong số 9 thí sinh này thì trừ Vũ Ngọc Minh, Phạm Tuấn Huy và Vũ Xuân Trung là học sinh của Trường Trung học phổ thông Chuyên, Đại học Sư phạm Hà Nội, Trường Phổ thông Năng khiếu, Đại học Quốc gia Thành phố Hồ Chí Minh và Trường Trung học phổ thông chuyên Thái Bình, 6 người còn lại đều là học sinh của Trường Trung học phổ thông chuyên Khoa học Tự nhiên, Đại học Quốc gia Hà Nội.
Ngoài 9 thí sinh này, có 6 thí sinh Việt Nam khác cũng từng 2 lần tham dự đội tuyển IMO (trong đó có 1 lần giành huy chương vàng), đó là:
- Nguyễn Chu Gia Vượng tại IMO 1993 (HCV) và 1994 (HCB)
- Đỗ Quốc Anh tại IMO 1997 (HCV) và 1996 (HCĐ)
- Đỗ Quang Yên tại IMO 1999 (HCV) và 1998 (HCB)
- Lê Thái Hoàng tại IMO 1999 (HCV) và 1998 (HCĐ)
- Phạm Kim Hùng tại IMO 2004 (HCV) và 2005 (HCB)
- Trương Tuấn Nghĩa tại IMO 2020 (HCV) và 2021 (HCB).

Có 10 thí sinh Việt Nam từng giành điểm tuyệt đối:
- Lê Bá Khánh Trình (IMO 1979) của Trường Trung học phổ thông chuyên Quốc Học, Huế
- Lê Tự Quốc Thắng (IMO 1982) của Trung học phổ thông chuyên Lê Hồng Phong, TP HCM
- Đinh Tiến Cường (IMO 1989) và Nguyễn Trọng Cảnh (IMO 2003) của Trường Trung học phổ thông Chuyên, Đại học Sư phạm Hà Nội
- Đàm Thanh Sơn (IMO 1984), Ngô Bảo Châu (IMO 1988), Ngô Đắc Tuấn (IMO 1995), Đỗ Quốc Anh (IMO 1997), Lê Hùng Việt Bảo (IMO 2003) và Ngô Quý Đăng (IMO 2022) của Trường Trung học phổ thông chuyên Khoa học Tự nhiên, Đại học Quốc gia Hà Nội

Trong đó, trừ trường hợp của Lê Bá Khánh Trình đạt điểm tuyệt đối là 40 do cách tính điểm đặc biệt năm ông tham dự, các thí sinh còn lại đều đạt điểm 42.
Có 1 thí sinh Việt Nam từng giành giải thưởng đặc biệt là Lê Bá Khánh Trình của Quốc học Huế.
Tính đến năm 2017, sau 41 lần tham dự IMO, nếu tính về thứ hạng, đoàn Việt Nam đạt thành tích tốt nhất tại IMO 1999, 2007 và 2017 (đều đứng thứ 3 toàn đoàn với 3 huy chương vàng, 3 huy chương bạc). Thành tích cao nhất xét trên số huy chương là IMO 2004 với 4 huy chương vàng và 2 huy chương bạc. Năm 2011, đoàn Việt Nam chỉ giành được 6 huy chương đồng, xếp thứ 31 toàn đoàn, là thành tích thấp nhất trong lịch sử 35 lần tham dự IMO của Việt Nam.

## Thành tích các đoàn Việt Nam tham dự IMO
Chú thích:  = Huy chương Vàng;  = Huy chương 
Bạc;  = Huy chương Đồng; KK = Khuyến khích (Bằng khen)
Ghi chú: có thể sắp xếp nội dung theo các nhóm khi bấm vào ký hiệu ô vuông nhỏ ở tiêu đề các cột ở bảng dưới đây.
| IMO lần thứ                       | Địa điểm tổ chức (quốc gia, thành phố) | Họ tên thí sinh         | Học sinh trường                                                                  | Giải thưởng | Điểm số | Hạng    | Xếp hạng toàn đoàn theo tổng điểm (vị trí/số nước tham gia (tổng điểm)) |
| --------------------------------- | -------------------------------------- | ----------------------- | -------------------------------------------------------------------------------- | ----------- | ------- | ------- | ----------------------------------------------------------------------- |
| 16 (1974) có 5 thí sinh           | Đông Đức, Erfurt                       | Hoàng Lê Minh           | THPT chuyên KHTN ĐHQG HN                                                         | HCV         | 38/40   | 009     | 13/18 (146)                                                             |
| 16 (1974) có 5 thí sinh           | Đông Đức, Erfurt                       | Vũ Đình Hòa             | THPT chuyên, ĐH SP HN                                                            | HCB         | 31/40   | 032     | 13/18 (146)                                                             |
| 16 (1974) có 5 thí sinh           | Đông Đức, Erfurt                       | Đặng Hoàng Trung,       | THPT chuyên KHTN ĐHQG HN                                                         | HCĐ         | 28/40   | 039     | 13/18 (146)                                                             |
| 16 (1974) có 5 thí sinh           | Đông Đức, Erfurt                       | Tạ Hồng Quảng           | THPT chuyên, ĐH SP HN                                                            | HCĐ         | 27/40   | 040     | 13/18 (146)                                                             |
| 16 (1974) có 5 thí sinh           | Đông Đức, Erfurt                       | Nguyễn Quốc Thắng       | THPT chuyên KHTN ĐHQG HN                                                         | Bằng khen   | 22/40   | 072     | 13/18 (146)                                                             |
| 17 (1975) có 7 thí sinh           | Bulgaria, Burgas                       | Nguyễn Minh Đức         | THPT chuyên KHTN ĐHQG HN                                                         | HCB         | 36/40   | 013     | 10/17 (175)                                                             |
| 17 (1975) có 7 thí sinh           | Bulgaria, Burgas                       | Phan Vũ Diễm Hằng       | THPT chuyên KHTN ĐHQG HN                                                         | HCĐ         | 25/40   | 061     | 10/17 (175)                                                             |
| 17 (1975) có 7 thí sinh           | Bulgaria, Burgas                       | Nguyễn Long             | THPT chuyên KHTN ĐHQG HN                                                         | HCĐ         | 26/40   | 056     | 10/17 (175)                                                             |
| 17 (1975) có 7 thí sinh           | Bulgaria, Burgas                       | Nguyễn Khánh Trọng      | THPT chuyên Chu Văn An, Hà Nội                                                   | HCĐ         | 30/40   | 034     | 10/17 (175)                                                             |
| 17 (1975) có 7 thí sinh           | Bulgaria, Burgas                       | Lê Đình Long            | THPT chuyên, ĐH SP HN                                                            | Không       |         |         | 10/17 (175)                                                             |
| 17 (1975) có 7 thí sinh           | Bulgaria, Burgas                       | Lê Quang Tiến           | THPT chuyên KHTN ĐHQG HN                                                         | Không       |         |         | 10/17 (175)                                                             |
| 17 (1975) có 7 thí sinh           | Bulgaria, Burgas                       | Nguyễn Văn Sự           |                                                                                  | Không       |         |         | 10/17 (175)                                                             |
| 18 (1976) có 8 thí sinh           | Áo, Linz                               | Nguyễn Thị Thiều Hoa    | THPT chuyên KHTN ĐHQG HN                                                         | HCB         | 27/40   | 019     | 14/18 (112)                                                             |
| 18 (1976) có 8 thí sinh           | Áo, Linz                               | Lê Ngọc Chuyên          | Khối THPT chuyên, Đại học Vinh                                                   | HCĐ         | 19/40   | 055     | 14/18 (112)                                                             |
| 18 (1976) có 8 thí sinh           | Áo, Linz                               | Nguyễn Hùng Sơn         | THPT chuyên Chu Văn An, Hà Nội                                                   | HCĐ         | 19/40   | 055     | 14/18 (112)                                                             |
| 18 (1976) có 8 thí sinh           | Áo, Linz                               | Lê Ngọc Minh            | THPT chuyên, ĐH SP HN                                                            | HCĐ         | 16/40   | 075     | 14/18 (112)                                                             |
| 18 (1976) có 8 thí sinh           | Áo, Linz                               | Hà Huy Bảng             |                                                                                  | Không       | 09/40   | 106     | 14/18 (112)                                                             |
| 18 (1976) có 8 thí sinh           | Áo, Linz                               | Phan Thanh Diện         | THPT chuyên, ĐH SP HN                                                            | Không       | 04/40   | 127     | 14/18 (112)                                                             |
| 18 (1976) có 8 thí sinh           | Áo, Linz                               | Lê Hải Khôi             | THPT chuyên KHTN ĐHQG HN                                                         | Không       | 13/40   | 090     | 14/18 (112)                                                             |
| 18 (1976) có 8 thí sinh           | Áo, Linz                               | Nguyễn Văn Hạnh         |                                                                                  | Không       | 05/40   | 124     | 14/18 (112)                                                             |
| 19 (1977) Việt Nam không tham gia | Nam Tư, Belgrade                       |                         |                                                                                  |             |         |         |                                                                         |
| 20 (1978) có 8 thí sinh           | Rumani, Bucharest                      | Vũ Kim Tuấn             | THPT chuyên, ĐH SP HN                                                            | HCB         | 30/42   | 14      | 04/17 (200)                                                             |
| 20 (1978) có 8 thí sinh           | Rumani, Bucharest                      | Nguyễn Thanh Tùng       | THPT chuyên, ĐH SP HN                                                            | HCB         | 29/42   | 17      | 04/17 (200)                                                             |
| 20 (1978) có 8 thí sinh           | Rumani, Bucharest                      | Đỗ Đức Thái             | THPT chuyên, ĐH SP HN                                                            | HCĐ         | 25/42   | 32      | 04/17 (200)                                                             |
| 20 (1978) có 8 thí sinh           | Rumani, Bucharest                      | Hồ Đình Duẩn            | THPT chuyên Quốc Học - Huế                                                       | HCĐ         | 24/42   | 35      | 04/17 (200)                                                             |
| 20 (1978) có 8 thí sinh           | Rumani, Bucharest                      | Lê Như Dương            | THPT Thái Phiên, Hải Phòng                                                       | HCĐ         | 24/42   | 35      | 04/17 (200)                                                             |
| 20 (1978) có 8 thí sinh           | Rumani, Bucharest                      | Nguyễn Tuấn Hùng        | Khối THPT chuyên, Đại học Vinh                                                   | HCĐ         | 23/42   | 47      | 04/17 (200)                                                             |
| 20 (1978) có 8 thí sinh           | Rumani, Bucharest                      | Nguyễn Hồng Thái        | THPT chuyên Chu Văn An, Hà Nội                                                   | HCĐ         | 23/42   | 47      | 04/17 (200)                                                             |
| 20 (1978) có 8 thí sinh           | Rumani, Bucharest                      | Nguyễn Trung Hà         | THPT chuyên Chu Văn An, Hà Nội                                                   | HCĐ         | 22/42   | 56      | 04/17 (200)                                                             |
| 21 (1979) có 4 thí sinh           | Anh, Luân Đôn                          | Lê Bá Khánh Trình       | THPT chuyên Quốc Học - Huế                                                       | HCV         | 40/40   | 001     | 15/23 (134)                                                             |
| 21 (1979) có 4 thí sinh           | Anh, Luân Đôn                          | Phạm Ngọc Anh Cương     | THPT chuyên KHTN ĐHQG HN                                                         | HCB         |         |         | 15/23 (134)                                                             |
| 21 (1979) có 4 thí sinh           | Anh, Luân Đôn                          | Bùi Tá Long             | THPT chuyên, ĐH SP HN                                                            | HCB         |         |         | 15/23 (134)                                                             |
| 21 (1979) có 4 thí sinh           | Anh, Luân Đôn                          | Phạm Hữu Tiệp           | THPT chuyên Chu Văn An, Hà Nội                                                   | HCB         |         |         | 15/23 (134)                                                             |
| 22 (1981) Việt Nam không tham gia | Hoa Kỳ, Washington, D.C.               |                         |                                                                                  |             |         |         |                                                                         |
| 23 (1982) có 4 thí sinh           | Hungary, Budapest                      | Lê Tự Quốc Thắng        | THPT chuyên Lê Hồng Phong, TP HCM                                                | HCV         | 42/42   | 001     | 05/30 (133)                                                             |
| 23 (1982) có 4 thí sinh           | Hungary, Budapest                      | Trần Minh               | THPT chuyên KHTN ĐHQG HN                                                         | HCB         | 32/42   | 021     | 05/30 (133)                                                             |
| 23 (1982) có 4 thí sinh           | Hungary, Budapest                      | Ngô Phú Thanh           | THPT chuyên Quốc Học - Huế                                                       | HCB         | 30/42   | 026     | 05/30 (133)                                                             |
| 23 (1982) có 4 thí sinh           | Hungary, Budapest                      | Nguyễn Hữu Hoàn         | THPT chuyên KHTN ĐHQG HN                                                         | HCĐ         | 29/42   | 031     | 05/30 (133)                                                             |
| 24 (1983) có 6 thí sinh           | Pháp, Paris                            | Trần Tuấn Hiệp          | THPT chuyên, ĐH SP HN                                                            | HCB         | 31/42   | 022     | 06/32 (148)                                                             |
| 24 (1983) có 6 thí sinh           | Pháp, Paris                            | Trần Nam Dũng           | THPT Phan Châu Trinh, Đà Nẵng                                                    | HCB         | 28/42   | 027     | 06/32 (148)                                                             |
| 24 (1983) có 6 thí sinh           | Pháp, Paris                            | Nguyễn Văn Lượng        | THPT chuyên Quốc Học - Huế                                                       | HCB         | 28/42   | 027     | 06/32 (148)                                                             |
| 24 (1983) có 6 thí sinh           | Pháp, Paris                            | Hoàng Ngọc Chiến        | THPT chuyên Quốc Học - Huế                                                       | HCĐ         | 22/42   | 052     | 06/32 (148)                                                             |
| 24 (1983) có 6 thí sinh           | Pháp, Paris                            | Nguyễn Việt Ba          | THPT Thái Phiên, Hải Phòng                                                       | HCĐ         | 20/42   | 064     | 06/32 (148)                                                             |
| 24 (1983) có 6 thí sinh           | Pháp, Paris                            | Phạm Thanh Phương       | THPT chuyên, ĐH SP HN                                                            | HCĐ         | 19/42   | 067     | 06/32 (148)                                                             |
| 25 (1984) có 6 thí sinh           | Tiệp Khắc, Praha                       | Đàm Thanh Sơn           | THPT chuyên KHTN ĐHQG HN                                                         | HCV         | 42/42   | 001     |                                                                         |
| 25 (1984) có 6 thí sinh           | Tiệp Khắc, Praha                       | Đỗ Quang Đại            | THPT chuyên, ĐH SP HN                                                            | HCB         | 27/42   | 044     |                                                                         |
| 25 (1984) có 6 thí sinh           | Tiệp Khắc, Praha                       | Nguyễn Văn Hưng         | THPT Phan Châu Trinh, Đà Nẵng                                                    | HCB         | 26/42   | 047     |                                                                         |
| 25 (1984) có 6 thí sinh           | Tiệp Khắc, Praha                       | Võ Thu Tùng             | THPT Phan Châu Trinh, Đà Nẵng                                                    | HCĐ         | 25/42   | 050     |                                                                         |
| 25 (1984) có 6 thí sinh           | Tiệp Khắc, Praha                       | Nguyễn Thúc Anh         | THPT chuyên Lam Sơn, Thanh Hoá                                                   | HCĐ         | 23/42   | 058     |                                                                         |
| 25 (1984) có 6 thí sinh           | Tiệp Khắc, Praha                       | Nguyễn Thị Minh Hà      | THPT chuyên Chu Văn An, Hà Nội                                                   | HCĐ         | 19/42   | 082     |                                                                         |
| 26 (1985) có 6 thí sinh           | Phần Lan, Joutsa                       | Nguyễn Tiến Dũng        | THPT chuyên KHTN ĐHQG HN                                                         | HCV         | 35/42   | 007     | 05/38 (144)                                                             |
| 26 (1985) có 6 thí sinh           | Phần Lan, Joutsa                       | Lâm Tùng Giang          | THPT Phan Châu Trinh, Đà Nẵng                                                    | HCB         | 29/42   | 022     | 05/38 (144)                                                             |
| 26 (1985) có 6 thí sinh           | Phần Lan, Joutsa                       | Huỳnh Minh Vũ           | THPT chuyên Chu Văn An, Hà Nội                                                   | HCB         | 28/42   | 027     | 05/38 (144)                                                             |
| 26 (1985) có 6 thí sinh           | Phần Lan, Joutsa                       | Huỳnh Văn Thành         | THPT Nguyễn Văn Trỗi, Khánh Hoà                                                  | HCB         | 22/42   | 047     | 05/38 (144)                                                             |
| 26 (1985) có 6 thí sinh           | Phần Lan, Joutsa                       | Đỗ Duy Khánh            | THPT Nguyễn Văn Trỗi, Khánh Hoà                                                  | HCĐ         | 18/42   | 065     | 05/38 (144)                                                             |
| 26 (1985) có 6 thí sinh           | Phần Lan, Joutsa                       | Chế Quang Quyền         | THPT Long Thành, Đồng Nai                                                        | Bằng khen   | 12/42   | 112     | 05/38 (144)                                                             |
| 27 (1986) có 6 thí sinh           | Ba Lan, Varsava                        | Hà Anh Vũ               | THPT chuyên, ĐH SP HN                                                            | HCV         | 34/42   | 015     | 10/37 (146)                                                             |
| 27 (1986) có 6 thí sinh           | Ba Lan, Varsava                        | Nguyễn Hùng Sơn         | THPT Phan Chu Trinh, Đà Nẵng                                                     | HCB         | 26/42   | 054     | 10/37 (146)                                                             |
| 27 (1986) có 6 thí sinh           | Ba Lan, Varsava                        | Nguyễn Phương Tuấn      | THPT chuyên, ĐH SP HN                                                            | HCB         | 30/42   | 030     | 10/37 (146)                                                             |
| 27 (1986) có 6 thí sinh           | Ba Lan, Varsava                        | Phùng Hồ Hải            | THPT chuyên KHTN ĐHQG HN                                                         | HCĐ         | 21/42   | 073     | 10/37 (146)                                                             |
| 27 (1986) có 6 thí sinh           | Ba Lan, Varsava                        | Nguyễn Tuấn Trung       | THPT chuyên KHTN ĐHQG HN                                                         | HCĐ         | 24/42   | 062     | 10/37 (146)                                                             |
| 27 (1986) có 6 thí sinh           | Ba Lan, Varsava                        | Đoàn An Hải             | THPT chuyên Phan Bội Châu, Nghệ An                                               | Không       | 11/42   | 142     | 10/37 (146)                                                             |
| 28 (1987) có 6 thí sinh           | Cuba, La Habana                        | Trần Trọng Hùng         | THPT chuyên, ĐH SP HN                                                            | HCB         | 38/42   | 036     | 11/42 (172)                                                             |
| 28 (1987) có 6 thí sinh           | Cuba, La Habana                        | Nguyễn Văn Quang        | THPT chuyên Lam Sơn, Thanh Hóa                                                   | HCĐ         | 30/42   | 069     | 11/42 (172)                                                             |
| 28 (1987) có 6 thí sinh           | Cuba, La Habana                        | Phan Phương Đạt         | THPT chuyên Hà Nội - Amsterdam                                                   | HCĐ         | 29/42   | 072     | 11/42 (172)                                                             |
| 28 (1987) có 6 thí sinh           | Cuba, La Habana                        | Phạm Triều Dương        | THPT chuyên Hà Nội - Amsterdam                                                   | HCĐ         | 28/42   | 078     | 11/42 (172)                                                             |
| 28 (1987) có 6 thí sinh           | Cuba, La Habana                        | Đoàn Quốc Chiến         | THPT chuyên KHTN ĐHQG HN                                                         | HCĐ         | 25/42   | 086     | 11/42 (172)                                                             |
| 28 (1987) có 6 thí sinh           | Cuba, La Habana                        | Nguyễn Hữu Tuấn         | THPT chuyên KHTN ĐHQG HN                                                         | HCĐ         | 22/42   | 095     | 11/42 (172)                                                             |
| 29 (1988) có 6 thí sinh           | Úc, Canberra                           | Ngô Bảo Châu            | THPT chuyên KHTN ĐHQG HN                                                         | HCV         | 42/42   | 001     | 05/49 (166)                                                             |
| 29 (1988) có 6 thí sinh           | Úc, Canberra                           | Phan Phương Đạt         | THPT chuyên Hà Nội - Amsterdam                                                   | HCB         | 29/42   | 031     | 05/49 (166)                                                             |
| 29 (1988) có 6 thí sinh           | Úc, Canberra                           | Trần Thanh Hải          | THPT chuyên Lê Hồng Phong, TP HCM                                                | HCB         | 29/42   | 031     | 05/49 (166)                                                             |
| 29 (1988) có 6 thí sinh           | Úc, Canberra                           | Trần Trọng Hùng         | THPT chuyên, ĐH SP HN                                                            | HCB         | 26/42   | 047     | 05/49 (166)                                                             |
| 29 (1988) có 6 thí sinh           | Úc, Canberra                           | Hồ Thanh Tùng           | THPT chuyên Hà Nội - Amsterdam                                                   | HCB         | 28/42   | 038     | 05/49 (166)                                                             |
| 29 (1988) có 6 thí sinh           | Úc, Canberra                           | Đoàn Hồng Nghĩa         | THPT chuyên Lê Hồng Phong, TP HCM                                                | Không       | 12/42   | 140     | 05/49 (166)                                                             |
| 30 (1989) có 6 thí sinh           | Tây Đức, Braunschweig                  | Đinh Tiến Cường         | THPT chuyên, ĐH SP HN                                                            | HCV         | 42/42   | 001     | 09/50 (183)                                                             |
| 30 (1989) có 6 thí sinh           | Tây Đức, Braunschweig                  | Ngô Bảo Châu            | THPT chuyên KHTN ĐHQG HN                                                         | HCV         | 40/42   | 017     | 09/50 (183)                                                             |
| 30 (1989) có 6 thí sinh           | Tây Đức, Braunschweig                  | Bùi Hải Hưng            | THPT chuyên KHTN ĐHQG HN                                                         | HCB         | 34/42   | 041     | 09/50 (183)                                                             |
| 30 (1989) có 6 thí sinh           | Tây Đức, Braunschweig                  | Hà Huy Minh             | THPT chuyên KHTN ĐHQG HN                                                         | HCĐ         | 27/42   | 088     | 09/50 (183)                                                             |
| 30 (1989) có 6 thí sinh           | Tây Đức, Braunschweig                  | Trần Trọng Thắng        | THPT Năng khiếu Trần Phú, Hải Phòng                                              | HCĐ         | 21/42   | 122     | 09/50 (183)                                                             |
| 30 (1989) có 6 thí sinh           | Tây Đức, Braunschweig                  | Đoàn Hồng Nghĩa         | THPT chuyên Lê Hồng Phong, TP HCM                                                | HCĐ         | 19/42   | 134     | 09/50 (183)                                                             |
| 31 (1990) có 6 thí sinh           | Trung Quốc, Bắc Kinh                   | Phạm Xuân Du            | THPT chuyên KHTN ĐHQG HN                                                         | HCB         | 24/42   | 063     | 23/54 (104)                                                             |
| 31 (1990) có 6 thí sinh           | Trung Quốc, Bắc Kinh                   | Phan Thị Hà Dương       | THPT chuyên Hà Nội - Amsterdam                                                   | HCĐ         | 19/42   | 106     | 23/54 (104)                                                             |
| 31 (1990) có 6 thí sinh           | Trung Quốc, Bắc Kinh                   | Lê Tường Lân            | THPT chuyên, ĐH SP HN                                                            | HCĐ         | 16/42   | 139     | 23/54 (104)                                                             |
| 31 (1990) có 6 thí sinh           | Trung Quốc, Bắc Kinh                   | Vũ Xuân Hạ              | THPT chuyên Lam Sơn, Thanh Hóa                                                   | HCĐ         | 19/42   | 106     | 23/54 (104)                                                             |
| 31 (1990) có 6 thí sinh           | Trung Quốc, Bắc Kinh                   | Vũ Hoàng Huy            | THPT chuyên Thái Bình                                                            | Không       | 15/42   | 156     | 23/54 (104)                                                             |
| 31 (1990) có 6 thí sinh           | Trung Quốc, Bắc Kinh                   | Hà Huy Tài              | THPT chuyên KHTN ĐHQG HN                                                         | Không       | 11/42   | 216     | 23/54 (104)                                                             |
| 32 (1991) có 6 thí sinh           | Sigtuna, Thụy Điển                     | Nguyễn Việt Anh         | THPT chuyên, ĐH SP HN                                                            | HCB         | 38/42   | 021     | 08/56 (191)                                                             |
| 32 (1991) có 6 thí sinh           | Sigtuna, Thụy Điển                     | Đỗ Ngọc Minh            | THPT chuyên Lam Sơn, Thanh Hóa                                                   | HCB         | 38/42   | 021     | 08/56 (191)                                                             |
| 32 (1991) có 6 thí sinh           | Sigtuna, Thụy Điển                     | Hà Huy Tài              | THPT chuyên KHTN ĐHQG HN                                                         | HCB         | 36/42   | 039     | 08/56 (191)                                                             |
| 32 (1991) có 6 thí sinh           | Sigtuna, Thụy Điển                     | Phan Huy Tú             | THPT chuyên Phan Bội Châu, Nghệ An                                               | HCB         | 31/42   | 067     | 08/56 (191)                                                             |
| 32 (1991) có 6 thí sinh           | Sigtuna, Thụy Điển                     | Nguyễn Hải Hà           | THPT chuyên KHTN ĐHQG HN                                                         | HCĐ         | 27/42   | 090     | 08/56 (191)                                                             |
| 32 (1991) có 6 thí sinh           | Sigtuna, Thụy Điển                     | Ngô Diên Hy             | THPT chuyên Lam Sơn, Thanh Hóa                                                   | HCĐ         | 21/42   | 133     | 08/56 (191)                                                             |
| 33 (1992) có 6 thí sinh           | Liên bang Nga, Mát-xcơ-va              | Nguyễn Xuân Đào         | THPT chuyên KHTN ĐHQG HN                                                         | HCV         | 33/42   | 017     | 10/56 (139)                                                             |
| 33 (1992) có 6 thí sinh           | Liên bang Nga, Mát-xcơ-va              | Nguyễn Thành Công       | THPT chuyên KHTN ĐHQG HN                                                         | HCB         | 25/42   | 065     | 10/56 (139)                                                             |
| 33 (1992) có 6 thí sinh           | Liên bang Nga, Mát-xcơ-va              | Nguyễn Quốc Khánh       | THPT chuyên KHTN ĐHQG HN                                                         | HCB         | 26/42   | 057     | 10/56 (139)                                                             |
| 33 (1992) có 6 thí sinh           | Liên bang Nga, Mát-xcơ-va              | Nguyễn Hữu Cường        | THPT chuyên, ĐH SP HN                                                            | HCĐ         | 18/42   | 115     | 10/56 (139)                                                             |
| 33 (1992) có 6 thí sinh           | Liên bang Nga, Mát-xcơ-va              | Nguyễn Thùy Linh        | THPT chuyên KHTN ĐHQG HN                                                         | HCĐ         | 16/42   | 125     | 10/56 (139)                                                             |
| 33 (1992) có 6 thí sinh           | Liên bang Nga, Mát-xcơ-va              | Nguyễn Xuân Long        | THPT Năng khiếu Trần Phú, Hải Phòng                                              | HCĐ         | 21/42   | 093     | 10/56 (139)                                                             |
| 34 (1993) có 6 thí sinh           | Thổ Nhĩ Kỳ, Istanbul                   | Nguyễn Chu Gia Vượng    | THPT chuyên KHTN ĐHQG HN                                                         | HCV         | 30/42   | 028     | 09/73 (138)                                                             |
| 34 (1993) có 6 thí sinh           | Thổ Nhĩ Kỳ, Istanbul                   | Bùi Anh Văn             | THPT chuyên Lam Sơn, Thanh Hóa                                                   | HCB         | 24/42   | 059     | 09/73 (138)                                                             |
| 34 (1993) có 6 thí sinh           | Thổ Nhĩ Kỳ, Istanbul                   | Phạm Hồng Kiên          | THPT chuyên, ĐH SP HN                                                            | HCB         | 23/42   | 066     | 09/73 (138)                                                             |
| 34 (1993) có 6 thí sinh           | Thổ Nhĩ Kỳ, Istanbul                   | Trương Bá Tú            | THPT chuyên Phan Bội Châu, Nghệ An                                               | HCB         | 23/42   | 066     | 09/73 (138)                                                             |
| 34 (1993) có 6 thí sinh           | Thổ Nhĩ Kỳ, Istanbul                   | Tô Huy Quỳnh            | THPT chuyên Thái Bình                                                            | HCB         | 21/42   | 083     | 09/73 (138)                                                             |
| 34 (1993) có 6 thí sinh           | Thổ Nhĩ Kỳ, Istanbul                   | Phạm Chung Thủy         | THPT chuyên, ĐH SP HN                                                            | HCĐ         | 17/42   | 122     | 09/73 (138)                                                             |
| 35 (1994) có 6 thí sinh           | Hồng Kông, Hồng Kông                   | Đào Hải Long            | THPT chuyên KHTN ĐHQG HN                                                         | HCV         | 41/42   | 023     | 06/69 (207)                                                             |
| 35 (1994) có 6 thí sinh           | Hồng Kông, Hồng Kông                   | Nguyễn Duy Lân          | THPT chuyên, ĐH SP HN                                                            | HCB         | 34/42   | 058     | 06/69 (207)                                                             |
| 35 (1994) có 6 thí sinh           | Hồng Kông, Hồng Kông                   | Trần Ngọc Nam           | THPT chuyên KHTN ĐHQG HN                                                         | HCB         | 38/42   | 034     | 06/69 (207)                                                             |
| 35 (1994) có 6 thí sinh           | Hồng Kông, Hồng Kông                   | Nguyễn Quý Tuấn         | THPT chuyên KHTN ĐHQG HN                                                         | HCB         | 33/42   | 067     | 06/69 (207)                                                             |
| 35 (1994) có 6 thí sinh           | Hồng Kông, Hồng Kông                   | Tô Đông Vũ              | THPT chuyên KHTN ĐHQG HN                                                         | HCB         | 30/42   | 088     | 06/69 (207)                                                             |
| 35 (1994) có 6 thí sinh           | Hồng Kông, Hồng Kông                   | Nguyễn Chu Gia Vượng    | THPT chuyên KHTN ĐHQG HN                                                         | HCB         | 31/42   | 078     | 06/69 (207)                                                             |
| 36 (1995) có 6 thí sinh           | Canada, Toronto                        | Ngô Đắc Tuấn            | THPT chuyên KHTN ĐHQG HN                                                         | HCV         | 42/42   | 001     | 04/73 (220)                                                             |
| 36 (1995) có 6 thí sinh           | Canada, Toronto                        | Đào Hải Long            | THPT chuyên KHTN ĐHQG HN                                                         | HCV         | 40/42   | 017     | 04/73 (220)                                                             |
| 36 (1995) có 6 thí sinh           | Canada, Toronto                        | Nguyễn Thế Phương       | THPT chuyên, ĐH SP HN                                                            | HCB         | 35/42   | 036     | 04/73 (220)                                                             |
| 36 (1995) có 6 thí sinh           | Canada, Toronto                        | Nguyễn Thế Trung        | THPT chuyên KHTN ĐHQG HN                                                         | HCB         | 35/42   | 036     | 04/73 (220)                                                             |
| 36 (1995) có 6 thí sinh           | Canada, Toronto                        | Phạm Quang Tuấn         | THPT chuyên KHTN ĐHQG HN                                                         | HCB         | 35/42   | 036     | 04/73 (220)                                                             |
| 36 (1995) có 6 thí sinh           | Canada, Toronto                        | Cao Văn Hạnh            | THPT chuyên Lam Sơn, Thanh Hóa                                                   | HCB         | 33/42   | 061     | 04/73 (220)                                                             |
| 37 (1996) có 6 thí sinh           | Ấn Độ, Mumbai                          | Ngô Đắc Tuấn            | THPT chuyên KHTN ĐHQG HN                                                         | HCV         | 37/42   | 004     | 07/75 (155)                                                             |
| 37 (1996) có 6 thí sinh           | Ấn Độ, Mumbai                          | Nguyễn Thái Hà          | THPT chuyên KHTN ĐHQG HN                                                         | HCV         | 31/42   | 021     | 07/75 (155)                                                             |
| 37 (1996) có 6 thí sinh           | Ấn Độ, Mumbai                          | Ngô Đức Duy             | THPT Năng khiếu Trần Phú, Hải Phòng                                              | HCV         | 33/42   | 014     | 07/75 (155)                                                             |
| 37 (1996) có 6 thí sinh           | Ấn Độ, Mumbai                          | Phạm Lê Hùng            | THPT chuyên KHTN ĐHQG HN                                                         | HCB         | 27/42   | 036     | 07/75 (155)                                                             |
| 37 (1996) có 6 thí sinh           | Ấn Độ, Mumbai                          | Đỗ Quốc Anh             | THPT chuyên KHTN ĐHQG HN                                                         | HCĐ         | 18/42   | 111     | 07/75 (155)                                                             |
| 37 (1996) có 6 thí sinh           | Ấn Độ, Mumbai                          | Trịnh Thế Huynh         | THPT chuyên Lê Hồng Phong, Nam Định                                              | Không       | 09/42   | 227     | 07/75 (155)                                                             |
| 38 (1997) có 6 thí sinh           | Argentina, Mar del Plata               | Đỗ Quốc Anh             | THPT chuyên KHTN ĐHQG HN                                                         | HCV         | 42/42   | 001     | 10/82 (183)                                                             |
| 38 (1997) có 6 thí sinh           | Argentina, Mar del Plata               | Trần Minh Anh           | THPT chuyên Hà Nội - Amsterdam                                                   | HCB         | 31/42   | 056     | 10/82 (183)                                                             |
| 38 (1997) có 6 thí sinh           | Argentina, Mar del Plata               | Phạm Lê Hùng            | THPT chuyên KHTN ĐHQG HN                                                         | HCB         | 30/42   | 060     | 10/82 (183)                                                             |
| 38 (1997) có 6 thí sinh           | Argentina, Mar del Plata               | Nguyễn Anh Tú           | THPT chuyên KHTN ĐHQG HN                                                         | HCB         | 28/42   | 079     | 10/82 (183)                                                             |
| 38 (1997) có 6 thí sinh           | Argentina, Mar del Plata               | Tô Trần Tùng            | THPT Năng khiếu Trần Phú, Hải Phòng                                              | HCB         | 27/42   | 086     | 10/82 (183)                                                             |
| 38 (1997) có 6 thí sinh           | Argentina, Mar del Plata               | Nguyễn Cảnh Hào         | THPT chuyên Phan Bội Châu, Nghệ An                                               | HCB         | 25/42   | 100     | 10/82 (183)                                                             |
| 39 (1998) có 6 thí sinh           | Đài Loan, Đài Bắc                      | Vũ Việt Anh             | THPT chuyên, ĐH SP HN                                                            | HCV         | 33/42   | 021     | 09/76 (158)                                                             |
| 39 (1998) có 6 thí sinh           | Đài Loan, Đài Bắc                      | Đoàn Nhật Dương         | THPT chuyên Thái Bình                                                            | HCB         | 24/42   | 095     | 09/76 (158)                                                             |
| 39 (1998) có 6 thí sinh           | Đài Loan, Đài Bắc                      | Đỗ Quang Yên            | THPT chuyên Lam Sơn, Thanh Hóa                                                   | HCB         | 29/42   | 049     | 09/76 (158)                                                             |
| 39 (1998) có 6 thí sinh           | Đài Loan, Đài Bắc                      | Phạm Huy Tùng           | THPT chuyên KHTN ĐHQG HN                                                         | HCB         | 26/42   | 073     | 09/76 (158)                                                             |
| 39 (1998) có 6 thí sinh           | Đài Loan, Đài Bắc                      | Lê Thái Hoàng           | THPT chuyên, ĐH SP HN                                                            | HCĐ         | 23/42   | 104     | 09/76 (158)                                                             |
| 39 (1998) có 6 thí sinh           | Đài Loan, Đài Bắc                      | Đào Thị Thu Hà          | THPT chuyên KHTN ĐHQG HN                                                         | HCĐ         | 23/42   | 104     | 09/76 (158)                                                             |
| 40 (1999) có 6 thí sinh           | Rumani, Bucharest                      | Lê Thái Hoàng           | THPT chuyên, ĐH SP HN                                                            | HCV         | 38/42   | 004     | 03/81 (177)                                                             |
| 40 (1999) có 6 thí sinh           | Rumani, Bucharest                      | Đỗ Quang Yên            | THPT chuyên Lam Sơn, Thanh Hóa                                                   | HCV         | 36/42   | 006     | 03/81 (177)                                                             |
| 40 (1999) có 6 thí sinh           | Rumani, Bucharest                      | Bùi Mạnh Hùng           | THPT chuyên KHTN ĐHQG HN                                                         | HCV         | 29/42   | 033     | 03/81 (177)                                                             |
| 40 (1999) có 6 thí sinh           | Rumani, Bucharest                      | Phạm Trần Quân          | THPT chuyên KHTN ĐHQG HN                                                         | HCB         | 27/42   | 039     | 03/81 (177)                                                             |
| 40 (1999) có 6 thí sinh           | Rumani, Bucharest                      | Trần Văn Nghĩa          | THPT chuyên Lê Khiết, Quảng Ngãi                                                 | HCB         | 24/42   | 056     | 03/81 (177)                                                             |
| 40 (1999) có 6 thí sinh           | Rumani, Bucharest                      | Nguyễn Trung Tú         | THPT chuyên KHTN ĐHQG HN                                                         | HCB         | 23/42   | 062     | 03/81 (177)                                                             |
| 41 (2000) có 6 thí sinh           | Hàn Quốc, Daejeon                      | Nguyễn Minh Hoài        | THPT chuyên KHTN ĐHQG HN                                                         | HCV         | 35/42   | 015     | 05/82 (169)                                                             |
| 41 (2000) có 6 thí sinh           | Hàn Quốc, Daejeon                      | Bùi Viết Lộc            | THPT chuyên KHTN ĐHQG HN                                                         | HCV         | 37/42   | 011     | 05/82 (169)                                                             |
| 41 (2000) có 6 thí sinh           | Hàn Quốc, Daejeon                      | Đỗ Đức Nhật Quang       | THPT chuyên KHTN ĐHQG HN                                                         | HCV         | 34/42   | 019     | 05/82 (169)                                                             |
| 41 (2000) có 6 thí sinh           | Hàn Quốc, Daejeon                      | Cao Vũ Dân              | THPT chuyên KHTN ĐHQG HN                                                         | HCB         | 29/42   | 040     | 05/82 (169)                                                             |
| 41 (2000) có 6 thí sinh           | Hàn Quốc, Daejeon                      | Nguyễn Phi Lê           | THPT chuyên Lam Sơn, Thanh Hóa                                                   | HCB         | 21/42   | 100     | 05/82 (169)                                                             |
| 41 (2000) có 6 thí sinh           | Hàn Quốc, Daejeon                      | Bùi Việt Hà             | THPT chuyên Thái Bình                                                            | HCĐ         | 13/42   | 190     | 05/82 (169)                                                             |
| 42 (2001) có 6 thí sinh           | Hoa Kỳ, Washington, D.C.               | Vũ Ngọc Minh            | THPT chuyên, ĐH SP HN (lớp 11)                                                   | HCV         | 33/42   | 021     | 10/83                                                                   |
| 42 (2001) có 6 thí sinh           | Hoa Kỳ, Washington, D.C.               | Lê Anh Vinh             | THPT chuyên KHTN ĐHQG HN                                                         | HCB         | 28/42   | 046     | 10/83                                                                   |
| 42 (2001) có 6 thí sinh           | Hoa Kỳ, Washington, D.C.               | Lê Đình Hùng            | THPT chuyên Lam Sơn, Thanh Hóa                                                   | HCB         | 26/42   | 054     | 10/83                                                                   |
| 42 (2001) có 6 thí sinh           | Hoa Kỳ, Washington, D.C.               | Trần Khánh Toàn         | THPT chuyên, ĐH SP HN                                                            | HCB         | 23/42   | 073     | 10/83                                                                   |
| 42 (2001) có 6 thí sinh           | Hoa Kỳ, Washington, D.C.               | Nguyễn Anh Quân         | THPT Năng khiếu Trần Phú, Hải Phòng                                              | HCB         | 22/42   | 087     | 10/83                                                                   |
| 42 (2001) có 6 thí sinh           | Hoa Kỳ, Washington, D.C.               | Nguyễn Hoàng Dũng       | THPT chuyên Hà Nội - Amsterdam (lớp 12)                                          | Bằng khen   | 07/42   | 296     | 10/83                                                                   |
| 43 (2002) có 6 thí sinh           | Scotland, Glasgow                      | Vũ Ngọc Minh            | THPT chuyên, ĐH SP HN (lớp 12)                                                   | HCV         | 35/42   | 010     | 05/84                                                                   |
| 43 (2002) có 6 thí sinh           | Scotland, Glasgow                      | Phạm Gia Vĩnh Anh       | THPT chuyên, ĐH SP HN                                                            | HCV         | 35/42   | 010     | 05/84                                                                   |
| 43 (2002) có 6 thí sinh           | Scotland, Glasgow                      | Nguyễn Xuân Trường      | THPT chuyên Vĩnh Phúc                                                            | HCV         | 29/42   | 029     | 05/84                                                                   |
| 43 (2002) có 6 thí sinh           | Scotland, Glasgow                      | Phạm Hồng Việt          | THPT chuyên KHTN ĐHQG HN (chuyên Toán-Tin)                                       | HCB         | 24/42   | 086     | 05/84                                                                   |
| 43 (2002) có 6 thí sinh           | Scotland, Glasgow                      | Phạm Thái Khánh Hiệp    | THPT Chuyên, Đại học Vinh (chuyên Toán-Tin)                                      | HCĐ         | 22/42   | 113     | 05/84                                                                   |
| 43 (2002) có 6 thí sinh           | Scotland, Glasgow                      | Mai Thanh Hoàng         | THPT Chuyên, Đại học Vinh (chuyên Toán-Tin)                                      | HCĐ         | 21/42   | 133     | 05/84                                                                   |
| 44 (2003) có 6 thí sinh           | Nhật Bản, Tokyo                        | Lê Hùng Việt Bảo        | THPT chuyên KHTN ĐHQG HN (lớp 11)                                                | HCV         | 42/42   | 001     | 04/82 (sau Bulgaria, Trung Quốc và Hoa Kỳ)                              |
| 44 (2003) có 6 thí sinh           | Nhật Bản, Tokyo                        | Nguyễn Trọng Cảnh       | THPT chuyên, ĐH SP HN (lớp 12)                                                   | HCV         | 42/42   | 001     | 04/82 (sau Bulgaria, Trung Quốc và Hoa Kỳ)                              |
| 44 (2003) có 6 thí sinh           | Nhật Bản, Tokyo                        | Nguyễn Đăng Khoa        | Phổ thông Năng khiếu, ĐHQG TP HCM (lớp 11)                                       | HCB         | 26/42   | 048     | 04/82 (sau Bulgaria, Trung Quốc và Hoa Kỳ)                              |
| 44 (2003) có 6 thí sinh           | Nhật Bản, Tokyo                        | Nguyễn Đăng Hợp         | THPT chuyên Lê Hồng Phong, Nam Định (Lớp 11)                                     | HCB         | 23/42   | 059     | 04/82 (sau Bulgaria, Trung Quốc và Hoa Kỳ)                              |
| 44 (2003) có 6 thí sinh           | Nhật Bản, Tokyo                        | Nguyễn Tiến Việt        | THPT chuyên Lê Quý Đôn, Khánh Hoà (Lớp 11)                                       | HCB         | 21/42   | 083     | 04/82 (sau Bulgaria, Trung Quốc và Hoa Kỳ)                              |
| 44 (2003) có 6 thí sinh           | Nhật Bản, Tokyo                        | Vũ Nhật Huy             | THPT chuyên Vĩnh Phúc (Lớp 12)                                                   | HCĐ         | 18/42   | 107     | 04/82 (sau Bulgaria, Trung Quốc và Hoa Kỳ)                              |
| 45 (2004) có 6 thí sinh           | Hy Lạp, Athena                         | Phạm Kim Hùng           | THPT chuyên KHTN ĐHQG HN (lớp 11 chuyên Toán-Tin)                                | HCV         | 37/42   | 012     | 04/85                                                                   |
| 45 (2004) có 6 thí sinh           | Hy Lạp, Athena                         | Lê Hùng Việt Bảo        | THPT chuyên KHTN ĐHQG HN (lớp 12)                                                | HCV         | 36/42   | 016     | 04/85                                                                   |
| 45 (2004) có 6 thí sinh           | Hy Lạp, Athena                         | Nguyễn Minh Trường      | THPT Năng khiếu Trần Phú, Hải Phòng (lớp 12)                                     | HCV         | 35/42   | 020     | 04/85                                                                   |
| 45 (2004) có 6 thí sinh           | Hy Lạp, Athena                         | Nguyễn Kim Sơn          | THPT chuyên, ĐH SP HN (lớp 12 chuyên Toán-Tin)                                   | HCV         | 35/42   | 020     | 04/85                                                                   |
| 45 (2004) có 6 thí sinh           | Hy Lạp, Athena                         | Nguyễn Đức Thịnh        | THPT chuyên, ĐH SP HN (lớp 11 chuyên Toán-Tin)                                   | HCB         | 27/42   | 081     | 04/85                                                                   |
| 45 (2004) có 6 thí sinh           | Hy Lạp, Athena                         | Hứa Khắc Nam            | THPT chuyên, ĐH SP HN (lớp 12 chuyên Toán-Tin)                                   | HCB         | 26/42   | 093     | 04/85                                                                   |
| 46 (2005) có 6 thí sinh           | México, Mérida                         | Phạm Kim Hùng           | THPT chuyên KHTN ĐHQG HN (lớp 12 chuyên Toán-Tin)                                | HCB         | 32/42   | 047     | 15/91 (143)                                                             |
| 46 (2005) có 6 thí sinh           | México, Mérida                         | Trần Chiêu Minh         | Phổ thông Năng khiếu, ĐHQG TP HCM (lớp 12)                                       | HCB         | 31/42   | 053     | 15/91 (143)                                                             |
| 46 (2005) có 6 thí sinh           | México, Mérida                         | Trần Trọng Đan          | THPT Năng khiếu Trần Phú, Hải Phòng (lớp 12)                                     | HCB         | 30/42   | 057     | 15/91 (143)                                                             |
| 46 (2005) có 6 thí sinh           | México, Mérida                         | Đỗ Quốc Khánh           | THPT chuyên Lê Quý Đôn, Đà Nẵng (lớp 12)                                         | HCĐ         | 19/42   | 144     | 15/91 (143)                                                             |
| 46 (2005) có 6 thí sinh           | México, Mérida                         | Nguyễn Trường Thọ       | THPT chuyên KHTN ĐHQG HN (lớp 12 chuyên Toán-Tin)                                | HCĐ         | 16/42   | 191     | 15/91 (143)                                                             |
| 46 (2005) có 6 thí sinh           | México, Mérida                         | Nguyễn Nguyên Hùng      | THPT chuyên, ĐH SP HN (lớp 12 chuyên Toán-Tin)                                   | HCĐ         | 15/42   | 207     | 15/91 (143)                                                             |
| 47 (2006) có 6 thí sinh           | Slovenia, Ljubljana                    | Nguyễn Duy Mạnh         | THPT chuyên Nguyễn Trãi, Hải Dương                                               | HCV         | 29/42   | 021     | 13/90 (131)                                                             |
| 47 (2006) có 6 thí sinh           | Slovenia, Ljubljana                    | Hoàng Mạnh Hùng         | THPT chuyên KHTN ĐHQG HN (lớp 12)                                                | HCV         | 28/42   | 027     | 13/90 (131)                                                             |
| 47 (2006) có 6 thí sinh           | Slovenia, Ljubljana                    | Nguyễn Xuân Thọ         | THPT chuyên Vĩnh Phúc                                                            | HCB         | 22/42   | 076     | 13/90 (131)                                                             |
| 47 (2006) có 6 thí sinh           | Slovenia, Ljubljana                    | Lê Nam Trường           | THPT chuyên Hà Tĩnh                                                              | HCB         | 19/42   | 117     | 13/90 (131)                                                             |
| 47 (2006) có 6 thí sinh           | Slovenia, Ljubljana                    | Đặng Bảo Đức            | THPT chuyên KHTN ĐHQG HN (lớp 12)                                                | HCĐ         | 18/42   | 132     | 13/90 (131)                                                             |
| 47 (2006) có 6 thí sinh           | Slovenia, Ljubljana                    | Lê Hồng Quý             | THPT Chuyên, Đại học Vinh (lớp 12)                                               | HCĐ         | 15/42   | 189     | 13/90 (131)                                                             |
| 48 (2007) có 6 thí sinh           | Việt Nam, Hà Nội                       | Đỗ Xuân Bách            | THPT chuyên KHTN ĐHQG HN (lớp 12)                                                | HCV         | 31/42   | 012     | 03/93 (Nga thứ 1, Trung Quốc thứ 2, Hàn Quốc thứ 4)                     |
| 48 (2007) có 6 thí sinh           | Việt Nam, Hà Nội                       | Phạm Thành Thái         | THPT chuyên Nguyễn Trãi, Hải Dương (lớp 12)                                      | HCV         | 30/42   | 019     | 03/93 (Nga thứ 1, Trung Quốc thứ 2, Hàn Quốc thứ 4)                     |
| 48 (2007) có 6 thí sinh           | Việt Nam, Hà Nội                       | Phạm Duy Tùng           | THPT chuyên KHTN ĐHQG HN (lớp 11)                                                | HCV         | 29/42   | 028     | 03/93 (Nga thứ 1, Trung Quốc thứ 2, Hàn Quốc thứ 4)                     |
| 48 (2007) có 6 thí sinh           | Việt Nam, Hà Nội                       | Nguyễn Xuân Chương      | THPT chuyên Vĩnh Phúc (lớp 12)                                                   | HCB         | 28/42   | 040     | 03/93 (Nga thứ 1, Trung Quốc thứ 2, Hàn Quốc thứ 4)                     |
| 48 (2007) có 6 thí sinh           | Việt Nam, Hà Nội                       | Lê Ngọc Sơn             | THPT chuyên Bắc Giang (lớp 11)                                                   | HCB         | 28/42   | 040     | 03/93 (Nga thứ 1, Trung Quốc thứ 2, Hàn Quốc thứ 4)                     |
| 48 (2007) có 6 thí sinh           | Việt Nam, Hà Nội                       | Đặng Ngọc Thanh         | THPT chuyên Quảng Bình (lớp 12)                                                  | HCB         | 22/42   | 093     | 03/93 (Nga thứ 1, Trung Quốc thứ 2, Hàn Quốc thứ 4)                     |
| 49 (2008) có 6 thí sinh           | Tây Ban Nha, Madrid                    | Lê Ngọc Anh             | THPT chuyên Lam Sơn, Thanh Hóa                                                   | HCV         | 32/42   | 035     | 12/97 (159)                                                             |
| 49 (2008) có 6 thí sinh           | Tây Ban Nha, Madrid                    | Hoàng Đức Ý             | THPT chuyên Lam Sơn, Thanh Hóa                                                   | HCV         | 34/42   | 029     | 12/97 (159)                                                             |
| 49 (2008) có 6 thí sinh           | Tây Ban Nha, Madrid                    | Đỗ Thị Thu Thảo         | THPT chuyên Nguyễn Trãi, Hải Dương                                               | HCB         | 29/42   | 057     | 12/97 (159)                                                             |
| 49 (2008) có 6 thí sinh           | Tây Ban Nha, Madrid                    | Nguyễn Phạm Đạt         | THPT chuyên, ĐH SP HN                                                            | HCB         | 23/42   | 116     | 12/97 (159)                                                             |
| 49 (2008) có 6 thí sinh           | Tây Ban Nha, Madrid                    | Đặng Trần Tiến Vinh     | Phổ thông Năng khiếu, ĐHQG TP HCM (lớp 11)                                       | HCĐ         | 21/42   | 148     | 12/97 (159)                                                             |
| 49 (2008) có 6 thí sinh           | Tây Ban Nha, Madrid                    | Nguyễn Trọng Hoàng      | THPT Chuyên, Đại học Vinh                                                        | HCĐ         | 20/42   | 159     | 12/97 (159)                                                             |
| 50 (2009) có 6 thí sinh           | Đức, Bremen                            | Hà Khương Duy           | THPT chuyên KHTN ĐHQG HN (lớp 12 chuyên Toán-Tin)                                | HCV         | 39/42   | 004/565 | 15/104 (161).                                                           |
| 50 (2009) có 6 thí sinh           | Đức, Bremen                            | Phạm Đức Hùng           | THPT Năng khiếu Trần Phú, Hải Phòng (lớp 11)                                     | HCV         | 33/42   | 037     | 15/104 (161).                                                           |
| 50 (2009) có 6 thí sinh           | Đức, Bremen                            | Phạm Hy Hiếu            | Phổ thông Năng khiếu, ĐHQG TP HCM (lớp 11)                                       | HCB         | 29/42   | 062     | 15/104 (161).                                                           |
| 50 (2009) có 6 thí sinh           | Đức, Bremen                            | Nguyễn Hoàng Hải        | THPT chuyên Vĩnh Phúc (lớp 12)                                                   | HCB         | 25/42   | 117     | 15/104 (161).                                                           |
| 50 (2009) có 6 thí sinh           | Đức, Bremen                            | Tạ Đức Thành            | THPT chuyên Hùng Vương, Phú Thọ (lớp 11)                                         | HCĐ         | 19/42   | 198     | 15/104 (161).                                                           |
| 50 (2009) có 6 thí sinh           | Đức, Bremen                            | Nguyễn Xuân Cương       | THPT chuyên Nguyễn Trãi, Hải Dương (lớp 12)                                      | HCĐ         | 16/42   | 233     | 15/104 (161).                                                           |
| 51 (2010) có 6 thí sinh           | Kazakhstan, Astana                     | Nguyễn Ngọc Trung       | THPT chuyên Hùng Vương, Phú Thọ (lớp 12)                                         | HCV         | 28/42   | 027/517 | 11/97                                                                   |
| 51 (2010) có 6 thí sinh           | Kazakhstan, Astana                     | Phạm Việt Cường         | THPT chuyên Lê Quý Đôn, Đà Nẵng (lớp 12)                                         | HCB         | 21/42   | 106/517 | 11/97                                                                   |
| 51 (2010) có 6 thí sinh           | Kazakhstan, Astana                     | Nguyễn Kiều Hiếu        | THPT chuyên Lê Quý Đôn, Đà Nẵng (lớp 12)                                         | HCB         | 22/42   | 076/517 | 11/97                                                                   |
| 51 (2010) có 6 thí sinh           | Kazakhstan, Astana                     | Trần Thái Hưng          | Trung học thực hành, ĐH Sư phạm TP.Hồ Chí Minh (lớp 11)                          | HCB         | 21/42   | 106/517 | 11/97                                                                   |
| 51 (2010) có 6 thí sinh           | Kazakhstan, Astana                     | Vũ Đình Long            | THPT chuyên KHTN ĐHQG HN (lớp 11 chuyên Toán-Tin)                                | HCB         | 21/42   | 106/517 | 11/97                                                                   |
| 51 (2010) có 6 thí sinh           | Kazakhstan, Astana                     | Nguyễn Minh Hiếu        | THPT chuyên KHTN ĐHQG HN (lớp 12)                                                | HCĐ         | 20/42   | 152/517 | 11/97                                                                   |
| 52 (2011) có 6 thí sinh           | Hà Lan, Amsterdam                      | Đỗ Kim Tuấn             | THPT chuyên Hà Nội - Amsterdam                                                   | HCĐ         | 21/42   | 145     | 31/101 (113)                                                            |
| 52 (2011) có 6 thí sinh           | Hà Lan, Amsterdam                      | Lê Hữu Phước            | THPT chuyên Lê Quý Đôn, Đà Nẵng                                                  | HCĐ         | 21/42   | 145     | 31/101 (113)                                                            |
| 52 (2011) có 6 thí sinh           | Hà Lan, Amsterdam                      | Nguyễn Văn Quý          | THPT chuyên Bắc Ninh                                                             | HCĐ         | 19/42   | 186     | 31/101 (113)                                                            |
| 52 (2011) có 6 thí sinh           | Hà Lan, Amsterdam                      | Nguyễn Thành Khang      | THPT chuyên Hùng Vương, Phú Thọ                                                  | HCĐ         | 18/42   | 202     | 31/101 (113)                                                            |
| 52 (2011) có 6 thí sinh           | Hà Lan, Amsterdam                      | Võ Văn Huy              | THPT Lê Hồng Phong, Phú Yên Lưu trữ ngày 18 tháng 7 năm 2018 tại Wayback Machine | HCĐ         | 17/42   | 222     | 31/101 (113)                                                            |
| 52 (2011) có 6 thí sinh           | Hà Lan, Amsterdam                      | Nguyễn Văn Thế          | THPT chuyên Lê Hồng Phong, Nam Định                                              | HCĐ         | 17/42   | 222     | 31/101 (113)                                                            |
| 53 (2012) có 6 thí sinh           | Argentina, Mar del Plata               | Đậu Hải Đăng            | THPT chuyên ĐH Sư phạm Hà Nội (lớp 12)                                           | HCV         | 31/42   | 24      | 09/100 (148)                                                            |
| 53 (2012) có 6 thí sinh           | Argentina, Mar del Plata               | Nguyễn Phương Minh      | THPT chuyên ĐH Sư phạm Hà Nội (lớp 12)                                           | HCB         | 27/42   | 52      | 09/100 (148)                                                            |
| 53 (2012) có 6 thí sinh           | Argentina, Mar del Plata               | Nguyễn Tạ Duy           | THPT chuyên ĐH Sư phạm Hà Nội (lớp 12)                                           | HCB         | 27/42   | 52      | 09/100 (148)                                                            |
| 53 (2012) có 6 thí sinh           | Argentina, Mar del Plata               | Nguyễn Hùng Tâm         | THPT chuyên Hà Nội - Amsterdam (lớp 12)                                          | HCB         | 24/42   | 72      | 09/100 (148)                                                            |
| 53 (2012) có 6 thí sinh           | Argentina, Mar del Plata               | Trần Hoàng Bảo Linh     | Phổ thông Năng khiếu, ĐHQG TP HCM (lớp 11)                                       | HCĐ         | 20/42   | 140     | 09/100 (148)                                                            |
| 53 (2012) có 6 thí sinh           | Argentina, Mar del Plata               | Lê Quang Lâm            | THPT chuyên Lam Sơn, Thanh Hóa (lớp 12)                                          | HCĐ         | 19/42   | 151     | 09/100 (148)                                                            |
| 54 (2013) có 6 thí sinh           | Colombia, Santa Marta                  | Võ Anh Đức              | THPT chuyên Hà Tĩnh (lớp 12)                                                     | HCV         | 34/42   | 23      | 07/97 (180)                                                             |
| 54 (2013) có 6 thí sinh           | Colombia, Santa Marta                  | Phạm Tuấn Huy           | Phổ thông Năng khiếu, ĐHQG TP HCM (lớp 11)                                       | HCV         | 33/42   | 26      | 07/97 (180)                                                             |
| 54 (2013) có 6 thí sinh           | Colombia, Santa Marta                  | Cấn Trần Thành Trung    | Phổ thông Năng khiếu, ĐHQG TP HCM (lớp 12)                                       | HCV         | 31/42   | 34      | 07/97 (180)                                                             |
| 54 (2013) có 6 thí sinh           | Colombia, Santa Marta                  | Đinh Lê Công            | THPT Chuyên, Đại học Vinh (lớp 12)                                               | HCB         | 30/42   | 46      | 07/97 (180)                                                             |
| 54 (2013) có 6 thí sinh           | Colombia, Santa Marta                  | Trần Đăng Phúc          | THPT chuyên KHTN, ĐHQG HN (lớp 12)                                               | HCB         | 28/42   | 61      | 07/97 (180)                                                             |
| 54 (2013) có 6 thí sinh           | Colombia, Santa Marta                  | Hoàng Đỗ Kiên           | THPT chuyên Vĩnh Phúc (lớp 12)                                                   | HCB         | 24/42   | 131     | 07/97 (180)                                                             |
| 55 (2014) có 6 thí sinh           | Nam Phi, Cape Town                     | Trần Hồng Quân          | THPT chuyên Thái Bình (lớp 12)                                                   | HCV         | 34/42   | 25      | 10/101 (157)                                                            |
| 55 (2014) có 6 thí sinh           | Nam Phi, Cape Town                     | Phạm Tuấn Huy           | Phổ thông Năng khiếu, ĐHQG TP HCM (lớp 12)                                       | HCV         | 32/42   | 28      | 10/101 (157)                                                            |
| 55 (2014) có 6 thí sinh           | Nam Phi, Cape Town                     | Nguyễn Thế Hoàn         | THPT chuyên KHTN, ĐHQG HN (lớp 11)                                               | HCV         | 29/42   | 40      | 10/101 (157)                                                            |
| 55 (2014) có 6 thí sinh           | Nam Phi, Cape Town                     | Hồ Quốc Đăng Hưng       | Phổ thông Năng khiếu, ĐHQG TP HCM (lớp 12)                                       | HCB         | 22/42   | 124     | 10/101 (157)                                                            |
| 55 (2014) có 6 thí sinh           | Nam Phi, Cape Town                     | Vương Nguyễn Thùy Dương | THPT chuyên Lê Quý Đôn, Đà Nẵng (lớp 12)                                         | HCB         | 22/42   | 124     | 10/101 (157)                                                            |
| 55 (2014) có 6 thí sinh           | Nam Phi, Cape Town                     | Nguyễn Huy Tùng         | THPT Năng khiếu Trần Phú, Hải Phòng (lớp 12)                                     | HCĐ         | 18/42   | 238     | 10/101 (157)                                                            |
| 56 (2015) có 6 thí sinh           | Thái Lan, Chiang Mai                   | Vũ Xuân Trung           | THPT chuyên Thái Bình (lớp 11)                                                   | HCV         | 34/42   | 8       | 05/104 (151)                                                            |
| 56 (2015) có 6 thí sinh           | Thái Lan, Chiang Mai                   | Nguyễn Thế Hoàn         | THPT chuyên KHTN, ĐHQG HN (lớp 12)                                               | HCV         | 31/42   | 10      | 05/104 (151)                                                            |
| 56 (2015) có 6 thí sinh           | Thái Lan, Chiang Mai                   | Hoàng Anh Tài           | THPT chuyên Phan Bội Châu, Nghệ An (lớp 12)                                      | HCB         | 25/42   | 40      | 05/104 (151)                                                            |
| 56 (2015) có 6 thí sinh           | Thái Lan, Chiang Mai                   | Nguyễn Tuấn Hải Đăng    | THPT chuyên KHTN, ĐHQG HN (lớp 12)                                               | HCB         | 23/42   | 58      | 05/104 (151)                                                            |
| 56 (2015) có 6 thí sinh           | Thái Lan, Chiang Mai                   | Nguyễn Huy Hoàng        | Phổ thông Năng khiếu, ĐHQG TP HCM (lớp 12)                                       | HCB         | 23/42   | 58      | 05/104 (151)                                                            |
| 56 (2015) có 6 thí sinh           | Thái Lan, Chiang Mai                   | Nguyễn Thị Việt Hà      | THPT chuyên Hà Tĩnh (lớp 12)                                                     | HCĐ         | 15/42   | 217     | 05/104 (151)                                                            |
| 57 (2016) có 6 thí sinh           | Trung Quốc, Hồng Kông                  | Vũ Xuân Trung           | THPT chuyên Thái Bình (lớp 12)                                                   | HCV         | 31/42   | 23      | 11/109 (151)                                                            |
| 57 (2016) có 6 thí sinh           | Trung Quốc, Hồng Kông                  | Đào Vũ Quang            | THPT chuyên Hà Nội-Amsterdam (lớp 12)                                            | HCB         | 27/42   | 63      | 11/109 (151)                                                            |
| 57 (2016) có 6 thí sinh           | Trung Quốc, Hồng Kông                  | Phạm Nguyễn Mạnh        | Phổ thông Năng khiếu, ĐHQG TPHCM (lớp 11)                                        | HCB         | 26/42   | 68      | 11/109 (151)                                                            |
| 57 (2016) có 6 thí sinh           | Trung Quốc, Hồng Kông                  | Hoàng Anh Dũng          | THPT chuyên Lam Sơn, Thanh Hóa (lớp 12)                                          | HCB         | 24/42   | 94      | 11/109 (151)                                                            |
| 57 (2016) có 6 thí sinh           | Trung Quốc, Hồng Kông                  | Lê Nhật Hoàng           | THPT chuyên Lê Quý Đôn, Bình Định (lớp 12)                                       | HCB         | 24/42   | 94      | 11/109 (151)                                                            |
| 57 (2016) có 6 thí sinh           | Trung Quốc, Hồng Kông                  | Vũ Đức Tài              | THPT chuyên Lê Hồng Phong, Nam Định (lớp 12)                                     | HCĐ         | 19/42   | 184     | 11/109 (151)                                                            |
| 58 (2017) có 6 thí sinh           | Brazil , Rio de Janeiro                | Hoàng Hữu Quốc Huy      | THPT chuyên Lê Quý Đôn, Vũng Tàu                                                 | HCV         | 35/42   | 1       | 03/111 (155)                                                            |
| 58 (2017) có 6 thí sinh           | Brazil , Rio de Janeiro                | Lê Quang Dũng           | THPT chuyên Lam Sơn                                                              | HCV         | 28/42   | 14      | 03/111 (155)                                                            |
| 58 (2017) có 6 thí sinh           | Brazil , Rio de Janeiro                | Nguyễn Cảnh Hoàng       | THPT chuyên Phan Bội Châu, Nghệ An                                               | HCV         | 28/42   | 14      | 03/111 (155)                                                            |
| 58 (2017) có 6 thí sinh           | Brazil , Rio de Janeiro                | Phan Nhật Duy           | THPT chuyên Hà Tĩnh                                                              | HCV         | 25/42   | 36      | 03/111 (155)                                                            |
| 58 (2017) có 6 thí sinh           | Brazil , Rio de Janeiro                | Phạm Nam Khánh          | THPT chuyên Hà Nội - Amsterdam                                                   | HCB         | 21/42   | 82      | 03/111 (155)                                                            |
| 58 (2017) có 6 thí sinh           | Brazil , Rio de Janeiro                | Đỗ Văn Quyết            | THPT chuyên Vĩnh Phúc                                                            | HCĐ         | 18/42   | 139     | 03/111 (155)                                                            |
| 59 (2018) có 6 thí sinh           | Rumani, Cluj-Napoca                    | Nguyễn Quang Bin        | THPT chuyên KHTN, ĐHQG HN (lớp 12)                                               | HCV         | 35/42   | 12/594  | 20/107 (148)                                                            |
| 59 (2018) có 6 thí sinh           | Rumani, Cluj-Napoca                    | Phan Minh Đức           | THPT chuyên Hà Nội-Amsterdam (lớp 11)                                            | HCB         | 29/42   | 61/594  | 20/107 (148)                                                            |
| 59 (2018) có 6 thí sinh           | Rumani, Cluj-Napoca                    | Trịnh Văn Hoàn          | THPT chuyên Trần Phú, Hải Phòng (lớp 12)                                         | HCB         | 26/42   | 122/594 | 20/107 (148)                                                            |
| 59 (2018) có 6 thí sinh           | Rumani, Cluj-Napoca                    | Trương Mạnh Tuấn        | THPT chuyên KHTN, ĐHQG HN (lớp 12)                                               | HCĐ         | 22/42   | 174/594 | 20/107 (148)                                                            |
| 59 (2018) có 6 thí sinh           | Rumani, Cluj-Napoca                    | Trần Việt Hoàng         | THPT chuyên Trần Phú, Hải Phòng (lớp 12)                                         | HCĐ         | 19/42   | 215/594 | 20/107 (148)                                                            |
| 59 (2018) có 6 thí sinh           | Rumani, Cluj-Napoca                    | Đỗ Hoàng Việt           | THPT chuyên Nguyễn Quang Diêu, tỉnh Đồng Tháp (lớp 12)                           | HCĐ         | 17/42   | 250/594 | 20/107 (148)                                                            |
| 60 (2019) có 6 thí sinh           | Anh, Bath                              | Nguyễn Nguyễn           | Phổ thông Năng khiếu, ĐHQG TPHCM (lớp 12)                                        | HCV         | 34/42   | 28/621  | 7/112 (177)                                                             |
| 60 (2019) có 6 thí sinh           | Anh, Bath                              | Nguyễn Thuận Hưng       | THPT chuyên Trần Phú, Hải Phòng (lớp 12)                                         | HCV         | 32/42   | 41/621  | 7/112 (177)                                                             |
| 60 (2019) có 6 thí sinh           | Anh, Bath                              | Phan Minh Đức           | THPT chuyên Hà Nội-Amsterdam (lớp 12)                                            | HCB         | 28/42   | 65/621  | 7/112 (177)                                                             |
| 60 (2019) có 6 thí sinh           | Anh, Bath                              | Vũ Đức Vinh             | THPT chuyên Phan Bội Châu, Nghệ An (lớp 11)                                      | HCB         | 28/42   | 65/621  | 7/112 (177)                                                             |
| 60 (2019) có 6 thí sinh           | Anh, Bath                              | Vương Tùng Dương        | THPT chuyên Vĩnh Phúc (lớp 12)                                                   | HCB         | 28/42   | 65/621  | 7/112 (177)                                                             |
| 60 (2019) có 6 thí sinh           | Anh, Bath                              | Nguyễn Khả Nhật Long    | THPT chuyên KHTN, ĐHQG HN (lớp 12)                                               | HCB         | 27/42   | 101/621 | 7/112 (177)                                                             |
| 61 (2020) có 6 thí sinh           | Nga, Saint Petersburg                  | Ngô Quý Đăng            | THPT chuyên KHTN, ĐHQG HN (lớp 10)                                               | HCV         | 36/42   | 04/616  | 17/105 (150)                                                            |
| 61 (2020) có 6 thí sinh           | Nga, Saint Petersburg                  | Trương Tuấn Nghĩa       | THPT chuyên KHTN, ĐHQG HN (lớp 11)                                               | HCV         | 32/42   | 34/616  | 17/105 (150)                                                            |
| 61 (2020) có 6 thí sinh           | Nga, Saint Petersburg                  | Nguyễn Mạc Nam Trung    | Phổ thông Năng khiếu, ĐHQG TP HCM (lớp 12)                                       | HCB         | 28/42   | 86/616  | 17/105 (150)                                                            |
| 61 (2020) có 6 thí sinh           | Nga, Saint Petersburg                  | Trần Nhật Minh          | THPT chuyên Lê Hồng Phong, Nam Định (lớp 12)                                     | HCĐ         | 23/42   | 162/616 | 17/105 (150)                                                            |
| 61 (2020) có 6 thí sinh           | Nga, Saint Petersburg                  | Chu Thị Thanh           | THPT chuyên Vĩnh Phúc (lớp 12)                                                   | HCĐ         | 23/42   | 162/616 | 17/105 (150)                                                            |
| 61 (2020) có 6 thí sinh           | Nga, Saint Petersburg                  | Đinh Vũ Tùng Lâm        | THPT chuyên KHTN, ĐHQG HN (lớp 11)                                               | Bằng khen   | 08/42   | 419/616 | 17/105 (150)                                                            |
| 62 (2021) có 6 thí sinh           | Nga, Saint Petersburg                  | Đỗ Bách Khoa            | THPT chuyên Hà Nội-Amsterdam (lớp 12)                                            | HCV         | 35/42   | 10/619  | 14/107 (125)                                                            |
| 62 (2021) có 6 thí sinh           | Nga, Saint Petersburg                  | Đinh Vũ Tùng Lâm        | THPT chuyên KHTN, ĐHQG HN (lớp 12)                                               | HCB         | 21/42   | 105/619 | 14/107 (125)                                                            |
| 62 (2021) có 6 thí sinh           | Nga, Saint Petersburg                  | Trương Tuấn Nghĩa       | THPT chuyên KHTN, ĐHQG HN (lớp 12)                                               | HCB         | 21/42   | 105/619 | 14/107 (125)                                                            |
| 62 (2021) có 6 thí sinh           | Nga, Saint Petersburg                  | Vũ Ngọc Bình            | THPT chuyên Vĩnh Phúc (lớp 11)                                                   | HCĐ         | 17/42   | 164/621 | 14/107 (125)                                                            |
| 62 (2021) có 6 thí sinh           | Nga, Saint Petersburg                  | Phan Hữu An             | THPT chuyên KHTN, ĐHQG HN (lớp 12)                                               | HCĐ         | 16/42   | 167/621 | 14/107 (125)                                                            |
| 62 (2021) có 6 thí sinh           | Nga, Saint Petersburg                  | Phan Huỳnh Tuấn Kiệt    | THPT chuyên Lê Hồng Phong, TP HCM (lớp 12)                                       | HCĐ         | 15/42   | 180/621 | 14/107 (125)                                                            |
| 63 (2022) có 6 thí sinh           | Na Uy, Oslo                            | Ngô Quý Đăng            | THPT chuyên KHTN, ĐHQG HN (lớp 12)                                               | HCV         | 42/42   | 1/589   | 4/104 (196)                                                             |
| 63 (2022) có 6 thí sinh           | Na Uy, Oslo                            | Phạm Việt Hưng          | THPT chuyên KHTN, ĐHQG HN (lớp 11)                                               | HCV         | 39/42   | 14/589  | 4/104 (196)                                                             |
| 63 (2022) có 6 thí sinh           | Na Uy, Oslo                            | Phạm Hoàng Sơn          | Phổ Thông Năng Khiếu, ĐHQG TPHCM (lớp 12)                                        | HCB         | 30/42   | 84/589  | 4/104 (196)                                                             |
| 63 (2022) có 6 thí sinh           | Na Uy, Oslo                            | Nguyễn Đại Dương        | THPT chuyên Nam Sơn Thanh Hóa (lớp 12)                                           | HCB         | 29/42   | 112/589 | 4/104 (196)                                                             |
| 63 (2022) có 6 thí sinh           | Na Uy, Oslo                            | Vũ Ngọc Bình            | THPT chuyên Vĩnh Phúc (lớp 12)                                                   | HCĐ         | 28/42   | 146/589 | 4/104 (196)                                                             |
| 63 (2022) có 6 thí sinh           | Na Uy, Oslo                            | Hoàng Tiến Nguyên       | THPT chuyên Phan Bội Châu, Nghệ An (lớp 12)                                      | HCĐ         | 28/42   | 146/589 | 4/104 (196)                                                             |
| 64 (2023) có 6 thí sinh           | Nhật Bản, Chiba                        | Phạm Việt Hưng          | THPT chuyên Khoa học tự nhiên, ĐHQG HN (lớp 12)                                  | HCV         | 37/42   | 12/600  | 7/112 (180)                                                             |
| 64 (2023) có 6 thí sinh           | Nhật Bản, Chiba                        | Nguyễn An Thịnh         | THPT chuyên Trần Phú, Hải Phòng (lớp 12)                                         | HCV         | 35/42   | 28/600  | 7/112 (180)                                                             |
| 64 (2023) có 6 thí sinh           | Nhật Bản, Chiba                        | Hoàng Tuấn Dũng         | THPT chuyên Đại học Sư phạm Hà Nội, ĐHSP HN (lớp 12)                             | HCB         | 31/42   | 55/600  | 7/112 (180)                                                             |
| 64 (2023) có 6 thí sinh           | Nhật Bản, Chiba                        | Nguyễn Đình Kiên        | THPT chuyên Trần Phú, Hải Phòng (lớp 12)                                         | HCB         | 29/42   | 82/600  | 7/112 (180)                                                             |
| 64 (2023) có 6 thí sinh           | Nhật Bản, Chiba                        | Khúc Đình Toàn          | THPT chuyên Bắc Ninh, Bắc Ninh (lớp 12)                                          | HCĐ         | 24/42   | 145/600 | 7/112 (180)                                                             |
| 64 (2023) có 6 thí sinh           | Nhật Bản, Chiba                        | Trần Nguyễn Thành Danh  | Phổ Thông Năng Khiếu, ĐHQG TPHCM (lớp 12)                                        | HCĐ         | 24/42   | 145/600 | 7/112 (180)                                                             |
| 65 (2024) có 6 thí sinh           | Anh, Bath                              | Trần Duy                | THPT chuyên Đại học Sư phạm Hà Nội, ĐHSP HN (lớp 12)                             | HCB         | 24/42   | 100/609 | 33/108 (118)                                                            |
| 65 (2024) có 6 thí sinh           | Anh, Bath                              | Trần Minh Hoàng         | THPT chuyên Hà Tĩnh, Hà Tĩnh (lớp 11)                                            | HCB         | 23/42   | 125/609 | 33/108 (118)                                                            |
| 65 (2024) có 6 thí sinh           | Anh, Bath                              | Phạm Trần Minh Đức      | THPT chuyên Trần Phú, Hải Phòng (lớp 12)                                         | HCĐ         | 21/42   | 182/609 | 33/108 (118)                                                            |
| 65 (2024) có 6 thí sinh           | Anh, Bath                              | Nguyễn Đăng Dũng        | THPT chuyên Khoa học tự nhiên, ĐHQG HN (lớp 11)                                  | HCĐ         | 19/42   | 182/609 | 33/108 (118)                                                            |
| 65 (2024) có 6 thí sinh           | Anh, Bath                              | Nguyễn Văn Hoàng        | THPT chuyên Bắc Ninh, Bắc Ninh (lớp 12)                                          | HCĐ         | 17/42   | 252/609 | 33/108 (118)                                                            |
| 65 (2024) có 6 thí sinh           | Anh, Bath                              | Tạ Đức Anh              | THPT chuyên Đại học Sư phạm Hà Nội, ĐHSP HN (lớp 12)                             | KK          | 14/42   | 413/609 | 33/108 (118)                                                            |
| 66 (2025) có 6 thí sinh           | Úc, Queensland                         | Võ Trọng Khải           | THPT chuyên Phan Bội Châu, Nghệ An (lớp 12)                                      | HCV         | 38/42   | 8/630   | 9/113 (188)                                                             |
| 66 (2025) có 6 thí sinh           | Úc, Queensland                         | Trần Minh Hoàng         | THPT chuyên Hà Tĩnh, Hà Tĩnh (lớp 12)                                            | HCV         | 35/42   | 27/630  | 9/113 (188)                                                             |
| 66 (2025) có 6 thí sinh           | Úc, Queensland                         | Nguyễn Đăng Dũng        | THPT chuyên Khoa học tự nhiên, ĐHQG HN (lớp 12)                                  | HCB         | 34/42   | 73/630  | 9/113 (188)                                                             |
| 66 (2025) có 6 thí sinh           | Úc, Queensland                         | Trần Đình Tùng          | THPT chuyên Khoa học tự nhiên, ĐHQG HN (lớp 11)                                  | HCB         | 31/42   | 91/630  | 9/113 (188)                                                             |
| 66 (2025) có 6 thí sinh           | Úc, Queensland                         | Lê Phan Đức Mân         | THPT chuyên Lê Hồng Phong, Thành phố Hồ Chí Minh (lớp 12)                        | HCB         | 28/42   | 148/630 | 9/113 (188)                                                             |
| 66 (2025) có 6 thí sinh           | Úc, Queensland                         | Trương Thanh Xuân       | THPT chuyên Bắc Ninh, Bắc Ninh (lớp 11)                                          | HCĐ         | 22/42   | 243/630 | 9/113 (188)                                                             |